# 58 Ophiuchi
58 Ophiuchi (58 Oph) es una estrella en la constelación de Ofiuco.
Tiene magnitud aparente +4,87 y se encuentra a 57 años luz de distancia del sistema solar.
58 Ophiuchi es una estrella blanco-amarilla de la secuencia principal de tipo espectral F5V.
Las dos componentes del sistema Diadem (α Comae Berenices), ι Pegasi A o ψ Capricorni son estrellas de características semejantes a 58 Ophiuchi.
Esta última tiene una temperatura efectiva de 6356 - 6465 K, la cifra exacta varía según la fuente consultada.
Gira sobre sí misma con una velocidad de rotación proyectada de 12 km/s, lo que conlleva que su período de rotación es inferior a 6,07 días.
Aunque presenta un contenido metálico inferior al del Sol, diversos estudios determinan valores para su índice de metalicidad [Fe/H] comprendidos entre -0,16 y -0,31; un valor medio de las distintas medidas supone que su abundancia relativa de hierro es un 43% inferior a la solar.
58 Ophiuchi tiene una masa de 1,19 masas solares y su edad se estima entre 1900 y 3500 millones de años.
Al igual que el Sol y la mayor parte de las estrellas de nuestro entorno, 58 Ophiuchi es una estrella del disco fino.